# 道の駅七ヶ宿

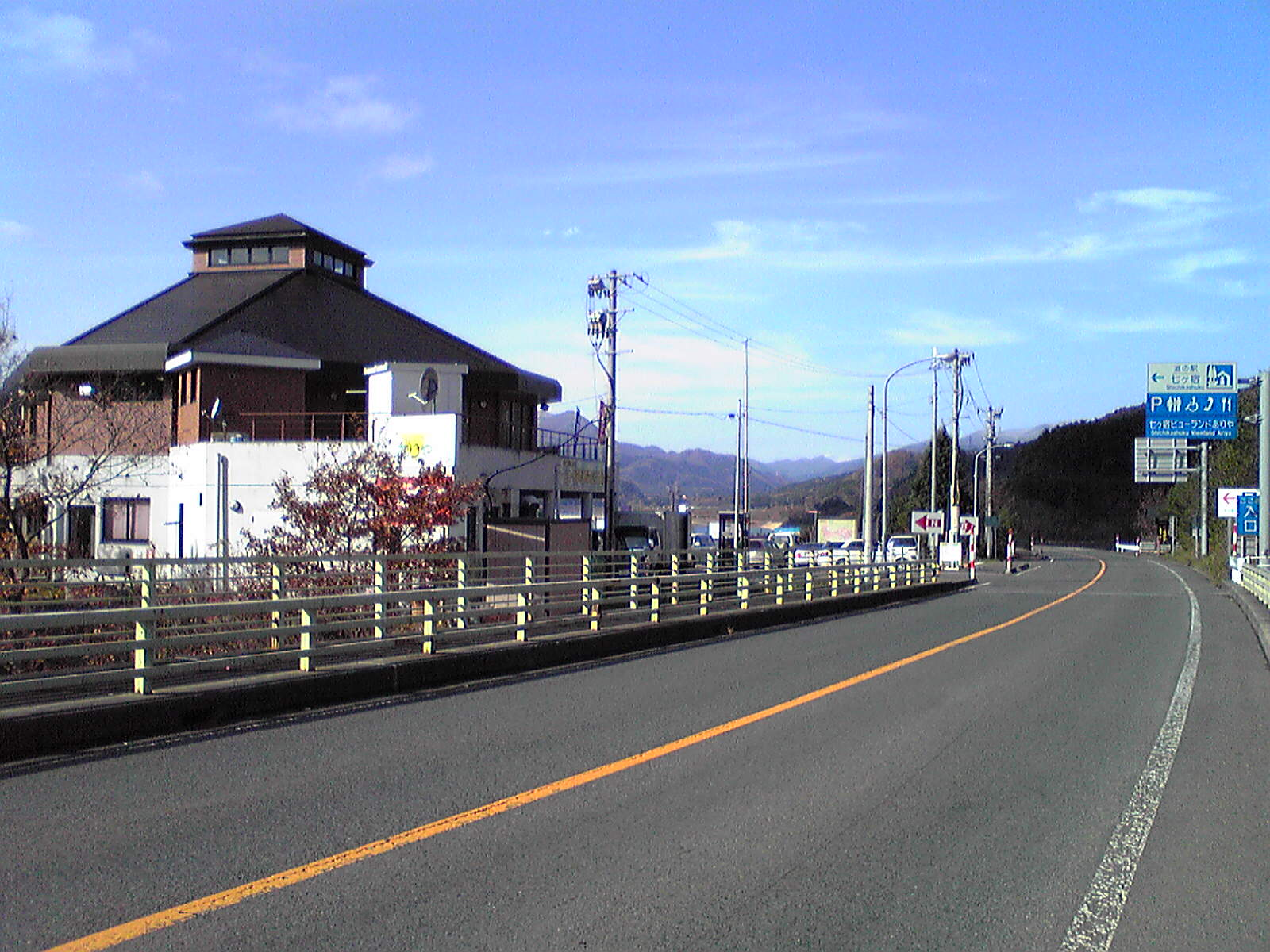
旧道の駅七ヶ宿

道の駅七ヶ宿（みちのえき しちかしゅく）は、宮城県刈田郡七ヶ宿町にある国道113号の道の駅である。愛称はダム湖のほとり、憩いの場。
施設の老朽化などもあり、約4㎞移転して、2014年（平成26年）4月23日に2代目の「道の駅七ケ宿」が開業した。旧施設は現在の施設の南東にあった。

## 施設
- 駐車場：約380台（24時間利用可能[1]）
- トイレ （24時間利用可能[1]）
- 販売交流施設[1]
- 農林産物加工施設[1]

## アクセス
- 国道113号 - 登録路線

## 周辺
- 公園
- 七ヶ宿湖
- ヨコグラノキ北限地
- 材木岩公園
- 七ヶ宿町水と歴史の館
- 西山学院高等学校